# Sue Ellen Bernal Bolnik
Sue Ellen Bernal Bolnik (Tecámac, Estado de México; 25 de septiembre de 1982) es una política mexicana que se ha desempeñado como diputada federal en el  Congreso de la Unión y como diputada local en el Congreso del Estado de México.

## Educación y vida
Nació en el Estado de México el 25 de septiembre de 1982. Hija de Eduardo Guadalupe Bernal Martínez, quien fuera presidente municipal de Tecámac, Estado de México, y diputado federal en la LXII Legislatura. Estudió la carrera de ciencias de la comunicación en el Instituto Tecnológico y de Estudios Superiores de Monterrey y cuenta además con estudios de maestría en Gestión Pública Aplicada.

## Carrera política
En la década de los noventa participó en el DIF del Estado de México. Posteriormente fue coordinadora distrital de la campaña presidencial de Roberto Madrazo y regidora del municipio de Tecámac del 2006 al 2009. En la siguiente administración municipal fungió como secretaria.

### Diputada federal
En las elecciones federales de 2012 fue candidata de la coalición Compromiso por México a diputada federal por el XXVIII Distrito Federal del Estado de México con cabecera en Zumpango de Ocampo. Fue la candidata que más votos obtuvo a nivel nacional con 107 756, meses después tomó protesta como diputada federal.
Dentro de la LXII Legislatura se desempeñó como secretaría de la Comisión de Radio y televisión; actualmente es integrante del Comité de Estudios Sociales y de Opinión Pública y de las comisiones de Gobernación  y de la juventud, donde funge como secretaria.